# William Johnson
William Johnson, född 1715, död 1774, baronet 1755, var en irländsk entreprenör, indianagent och militär vilken, genom sina goda och nära förbindelser med Irokesförbundet, gjorde den brittiska kronan stora tjänster under kampen om hegemonin i Nordamerika, samtidigt som han gjorde sig själv till en rik man.

## Entreprenören
William Johnson började sitt liv i den nya världen 1738, som godsförvaltare åt sin morbror, amiralen Peter Warren vilken hade förvärvat jordegendomar i Mohawkdalen i kolonin New York. Med hjälp av kapital som han fått låna från sin morbror hade han inom ett decennium arbetar sig upp till en av de mest framstående köpmännen utanför staden New York. Han ägde en stor jordegendom och bedrev omfattande handel både med traktens jordbrukare och med dess irokeser, i konkurrens med de etablerade holländska handelshusen i Albany. Under och efter Kung Georgs krig fick han stora inkomster som leverantör till den brittiska garnisonen i Oswego.  

## Indianagenten

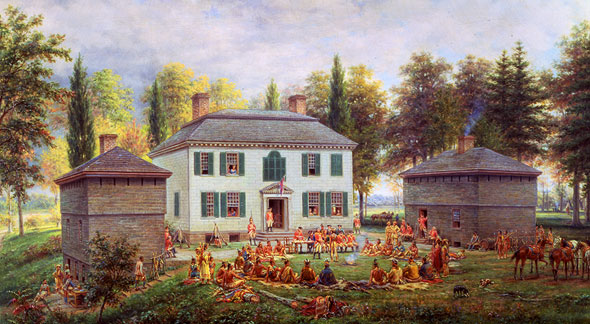
Sir William Johnson håller rådslag med sina irokesiska förbundna på Johnson Hall.

William Johnsons framgångsrika affärsverksamhet och hans goda relationer till sina irokesiska grannar gjorde att han 1745 blev kolonin New Yorks indianagent för Irokesförbundet, ett uppdrag som tidigare hade utförts av flera pälshandlare i Albany. Som indianagent ökade hans inflytande över irokeserna eftersom han fick tillgång till medel från kolonin för att regelbundet betala dem för deras tjänster. Under Kung Georgs krig försökte han organisera irokesiska strids- och spaningspatruller i området vid Champlainsjön, men då irokesförbundet under detta krig försökte iaktta neutralitet hade han bara begränsad framgång. När Londonregeringen beslöt att skapa ett från Storbritannien finansierat indiandepartement utnämndes Johnson 1755 till dess indianagent och året därpå blev han chef för det nya departementets norra avdelning. Fransk-indianska krigets första år kännetecknades av en rad brittiska motgångar och Johnsons inflytande bland irokeserna minskade i motsvarande mån. När krigslyckan vände steg också hans inflytande och irokeserna strömmade till britternas hjälp. Efter kriget försökte han införa ett system där Indiandepartementet reglerade handeln med indianerna, men systement fick inte officiellt stöd och förföll. Efter Pontiacs krig fick han fria händer att genomföra fredsförhandlingarna med de besegrade indianerna och ingen brittisk hämnd utkrävdes. Som indianagent hade han  stora inkomster från sin tjänst, genom det då sedvanliga sättet att få en viss procent av alla kronomedel som han förvaltade i ersättning.

## Militären

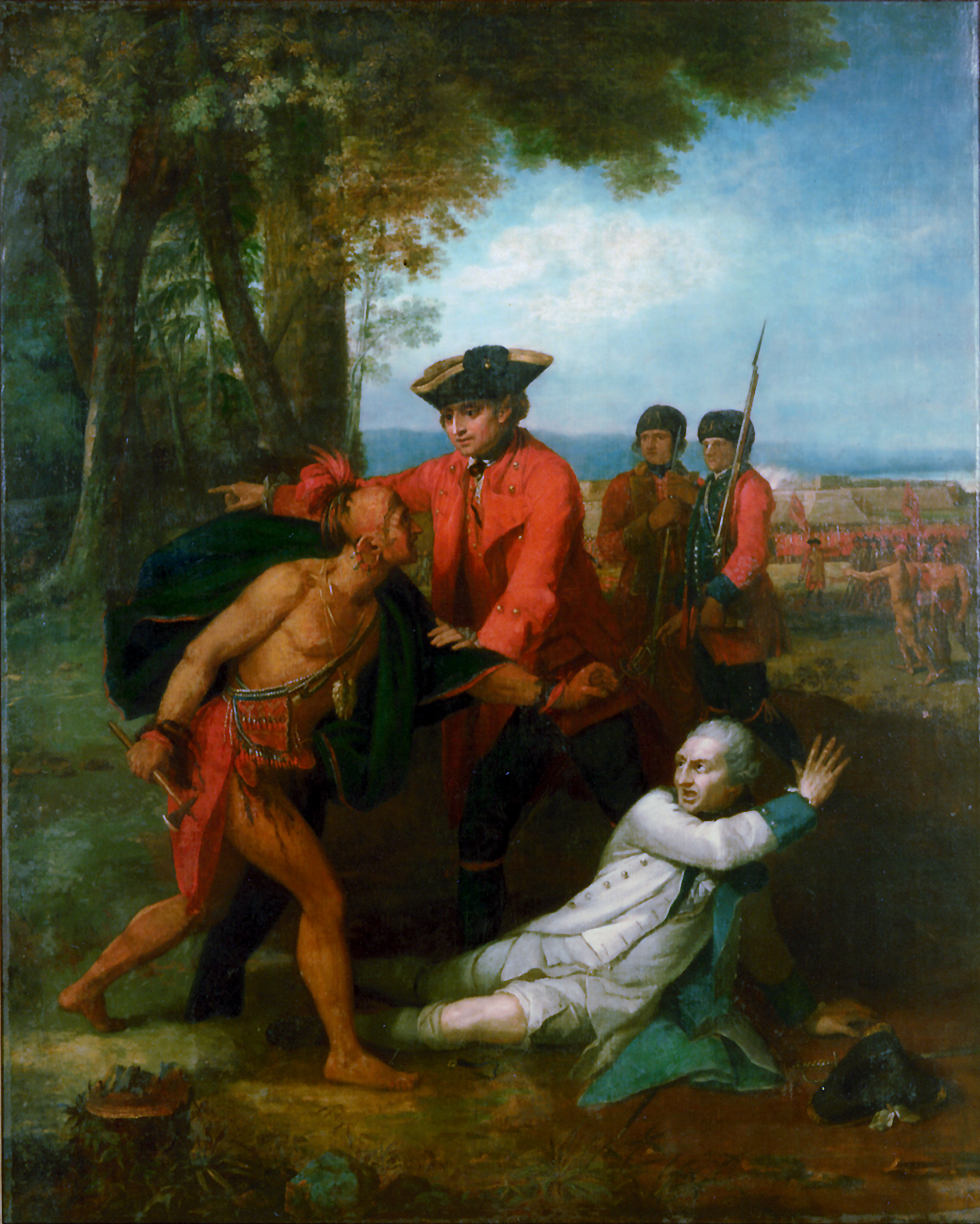
William Johnson räddar livet på den franske befälhavaren baron Dieskau vid Lake George 1755.

William Johnson blev 1748 utnämnd till överste och chef för både milisen vid indiangränsen och milisen i staden och grevskapet Albany, befattningar som han innehade till sin död. Sina största militära insatser gjorde dock Johnson 1755 när han, som generalmajor i provinstrupperna, ledde en expedition med soldater från Massachusetts, New Hampshire, Connecticut and New York och vann en taktisk seger i slaget vid Lake George. Denna expedition framgångar stod i skarp kontrast till årets övriga misslyckade militära företag. Som belöning upphöjdes Johnson till baronet och fick mottaga en gåva om 5 000 pund sterling från parlamentet (med en köpkraft av 523 000 pund i 2010 års penningvärde). Som indianagent förde han befälet över de irokesiska trupperna vid Fort Niagaras belägring och när den brittiske chefen stupat övertog Johnson överbefälet och ledde belägrarna till seger 1759.   

## Familjen
William Johnson levde i ett sedvanerättsligt äktenskap med Catherine Weissenberg från 1739 till hennes död 1759. Hon var en förrymd kontraktstjänare av pfalztysk börd med vilken han hade tre barn, av vilken den äldste sonen John Johnson ärvde faderns titel och gods. Innan Catherines död påbörjade sir William ett förhållande med Elizabeth Brant, en mohawkiska med vilken han hade tre barn. Han hade också en son med Elizabeths yngre syster Margaret. Sir William hade även tre barn med Caroline Peters, en systerdotter till en framstående mohawkisk sachem. 1759 ingick han ett sedvanerättsligt äktenskap med Molly Brant, som flyttade in med honom i Johnson Hall. Paret hade  åtta barn vilka nådde vuхen ålder. Sir William skall även ha haft förbindelser med Elizabeth och Susannah Wormwood, med flera mohawkiska kvinnor och med Mary McGrath, en irländska med vilken han skall ha haft en dotter. 